# Mustelide
Mustelidele (Mustelidae) reprezintă o familie de mamifere carnivore mici și mijlocii, cu corpul suplu, coada lungă și cu picioarele mici, a căror blană este prețioasă, din care fac parte dihorii, nevăstuicile, samurii și jderii. Alte animale din categoria mustelidelor: bursucii, herminele, vidrele.

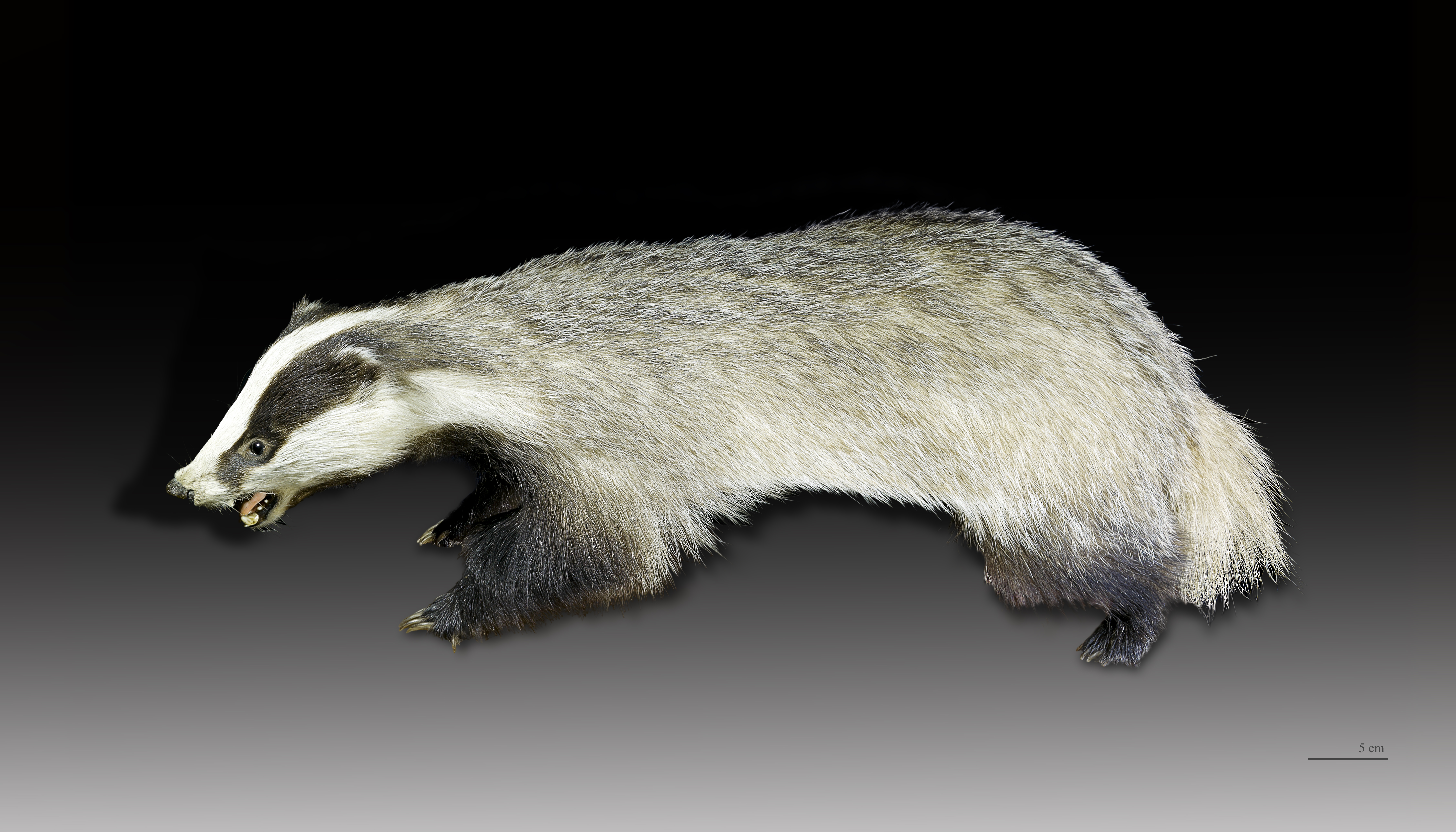
Bursuc

## Caractere
Un animal reprezentativ al familiei Mustelide are o talie mică cu un corp lung suplu, blana este de culoare brună sau  neagră la unele specii dungat sau pătată. Coada și picioarele sunt relativ scurte, laba are 5 degete cu gheare retractile. Capul este mic, animalul având botul și urechile scurte. Numărul dinților poate fi între 28 și 38, caracteristic dentiției este lipsa molarului al doilea de pe maxilarul superior. Mustelidele au glandele anale bine dezvoltate care servesc la marcarea teritoriului, iar Mellivora capensis utilizează glanda și în apărare prin secreția unui lichid cu miros neplăcut.

## Răspândire
Mustelidele sunt răspândite pe tot globul cu excepția Antarctidei, de asemenea ele au fost introduse de catre om în locuri precum Australia și Oceania dar și pe unele insule. Puține specii traiesc în regiunile aride și calde.

## Felul de viață
Mustelidele sunt în special animale carnivore, consumând numai ocazional în cantități mici vegetale ca fructe, nuci, bulbi de rădăcină etc. Între animalele vânate de jder se numără toate vertebratele mai mici: mamifere, păsări, reptile, pești și unele animale mai mari ca în cazul rudeniei americane Gulo gulo care atacă și renii.

## Sistematică
FAMILIA MUSTELIDAE (22 de genuri cu 59 specii)
- Subfamilia Lutrinae
  - Gen Aonyx
  - Gen Enhydra
  - Gen Lontra
  - Gen Lutra (include vidra de râu)
  - Gen Hydrictis
  - Gen Lutrogale
  - Gen Pteronura
- Subfamilia Mustelinae
  - Gen Arctonyx
  - Gen Eira
  - Gen Galictis
  - Gen Gulo
  - Gen Ictonyx
  - Gen Lyncodon
  - Gen Martes
  - Gen Meles
  - Gen Mellivora
  - Gen Melogale
  - Gen Mustela
  - Gen Neogale
  - Gen Poecilogale
  - Gen Taxidea
  - Gen Vormela